# Јована Андрић
Јована Андрић (Београд, 17. мај 1993) српска је водитељка и глумица.
Похађала је UMS школу за таленте од 2007. године и била њено заштитно лице. Студирала је молекуларну биологију на Биолошком факултету, а потом прелази на студије глуме.  Остварује главну улогу у тинејџ серији РТС-а Приђи ближе. Ауторка је и водитељка емисија City Hype, Крупан кадар и Недеља са Јованом и Војом.
У браку је са Стефаном Поповићем, имају троје деце.

## Филмографија
- Село гори, а баба се чешља (2009)
- Приђи ближе (2010)
- Југословенка (2020)
- Ургентни центар (2021)